# Alexander Dinelaris Jr.
Alexander Dinelaris Jr. est un scénariste et un producteur de cinéma, et également auteur de livrets de comédies musicales, américain né le 20 mars 1968 à New York (État de New York).

## Biographie
Après une jeunesse difficile passée à New York, il obtient une bourse pour la Barry University à Miami (Floride), bourse qui selon ses propres termes a changé sa vie,.

## Théâtre
- 2003 : Zanna, Don't! (en), comédie musicale, livret d'Alexander Dinelaris Jr. et Tim Acito
- 2015 : On Your Feet! (en), comédie musicale, livret d'Alexander Dinelaris Jr.
- 2016 : The Bodyguard, comédie musicale, livret d'Alexander Dinelaris Jr.

## Filmographie

### comme producteur
- 2014 : Birdman d'Alejandro González Iñárritu (producteur associé)
- 2015 : The Revenant d'Alejandro González Iñárritu (coproducteur)

### comme scénariste
- 2014 : Birdman d'Alejandro González Iñárritu

## Distinctions

### Récompenses
- Oscars 2015 : Oscar du meilleur scénario original pour Birdman
- Golden Globes 2015 : Golden Globe du meilleur scénario pour Birdman

### Nominations
- BAFTA 2015 : British Academy Film Award du meilleur scénario original pour Birdman